# Chytridpilz

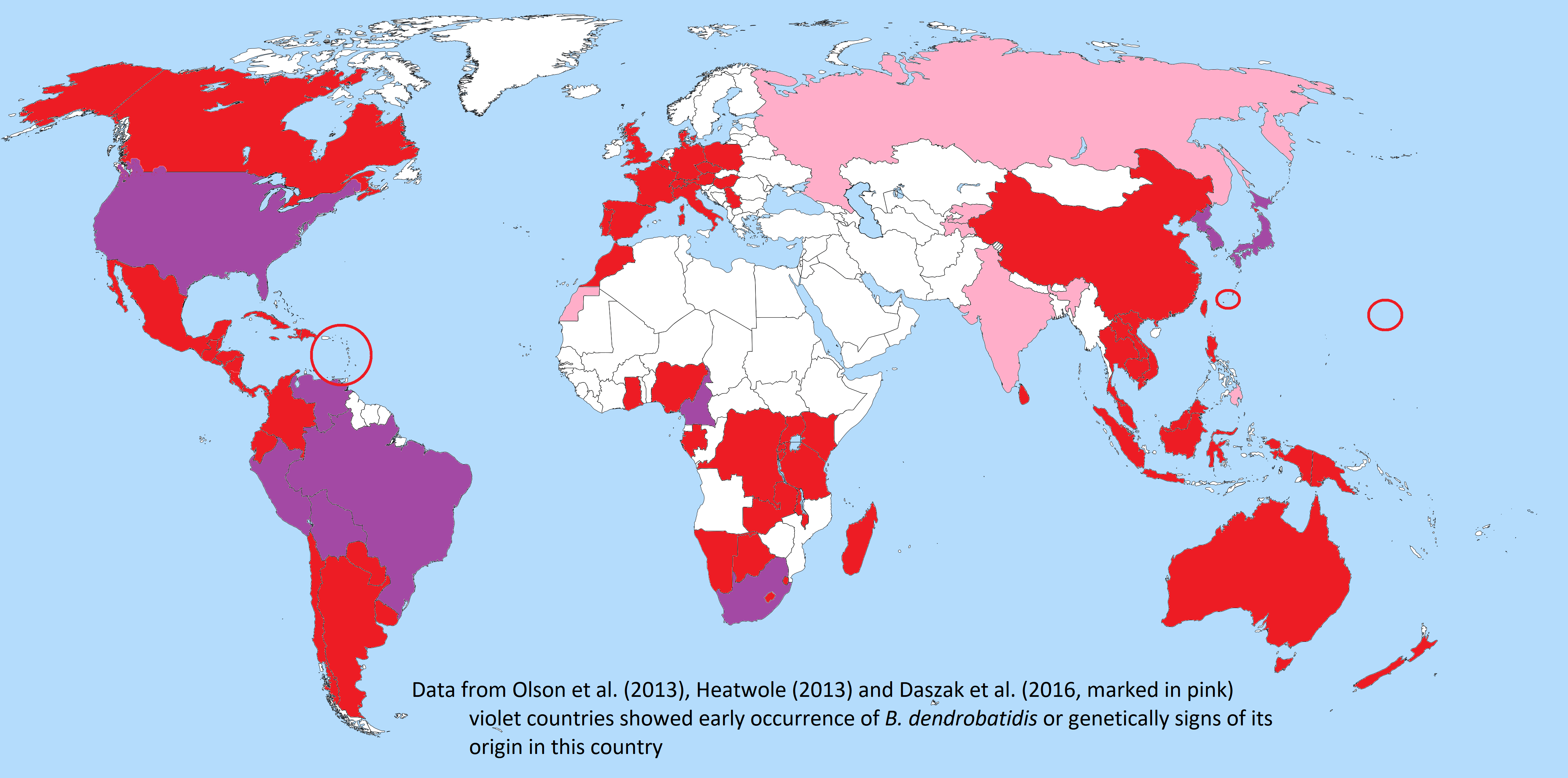
Eine Karte der Länder, in denen der Chytridpilz bis 2020 nachgewiesen wurde. In den violetten Ländern gab es bereits sehr früh Nachweise oder genetische Merkmale, die nahelegen, dass der Pilz in diesen Ländern seinen Ursprung haben könnte. Die rosa eingefärbten Länder wurden erst in einer Studie von 2016 erwähnt, vorher noch nicht.

Der Chytridpilz (Batrachochytrium dendrobatidis) ist ein Töpfchenpilz (Chytridiomycota), der Amphibien befällt und bei ihnen eine Chytridiomykose genannte Krankheit verursacht. Eine Infektion mit dem Pilz kann bei manchen Arten tödlich verlaufen. Seit den 1980er-Jahren besteht eine regelrechte Chytridpilz-Epidemie, durch die zahlreiche Amphibienarten, vorwiegend in Mittel- und Südamerika sowie Australien, stark in ihrem Bestand dezimiert oder sogar fast ausgestorben sind. Das Phänomen wird unter dem Schlagwort weltweiter Amphibienrückgang (engl. global amphibian decline) diskutiert. Der genaue Auslöser dieser Epidemie ist noch ungeklärt, doch vermutet man, dass am plötzlichen Aussterben vieler Arten auch noch andere Faktoren beteiligt sind, etwa Umweltverschmutzung, Klimaerwärmung, Zerstörung der Ozonschicht oder der Einsatz von Pestiziden.

## Beschreibung
Der Chytridpilz gehört zur Gruppe um die Gattung Rhizophydium, eine genauere Zuordnung innerhalb der Ordnung Chytridiales steht jedoch noch aus.
Infektionen mit Chytridpilzen sind keinesfalls nur ein Phänomen der letzten Jahre, sondern sind schon länger bekannt. Die älteste bekannte Infektion wurde in den 1920er-Jahren in Afrika nachgewiesen. Wie genau der Pilz zum Tod der befallenen Tiere führt, ist noch nicht vollkommen geklärt, man vermutet aber, dass der Pilz entweder Toxine abgibt, die das Amphibium über die Haut aufnimmt, oder dass der Pilz den Wasser- und Elektrolyt-Haushalt der betroffenen Tiere empfindlich beeinträchtigt, so dass diese im Endeffekt sterben. Auch dürfte durch den Pilzbefall die Barrierefunktion der Haut gegenüber anderen Krankheitserregern in Mitleidenschaft gezogen werden.
Bekannt ist, dass Chytridpilze lediglich die obere Hautschicht der Amphibien befallen und dort auch nur solche Bereiche, in denen das Protein Keratin, welches beispielsweise auch in Federn, Haaren und Krallen vorkommt, anzutreffen ist. Dabei sind bei Fröschen nur sehr wenige Bereiche der Haut mit Keratin durchsetzt. Da Froschlurche zu großen Teilen über die Haut atmen, muss die Hautoberfläche sehr dünn und feucht bleiben. Daher sind bei erwachsenen Fröschen nur die Füße und die Bereiche, in denen die Beine am Rumpf reiben, mit Keratin durchzogen, bei Kaulquappen sogar nur der Bereich um den Mund. Dort sind Chytridpilze auch bei vielen Tieren zu finden, doch ist die Infektion erst gefährlich, wenn die Metamorphose zum erwachsenen Tier erfolgt, da dann größere Hautflächen betroffen sind.
Der den Pilz befallende neu entdeckte Virus BdDV-1 könnte potentiell zukünftig eine Rolle in der Entwicklung eines Gegenmittels spielen.

## Ausbreitung und Gefährdung von Populationen
Der Chytridpilz stammt ursprünglich aus Afrika und siedelt auf der Haut von afrikanischen Krallenfröschen, die gegen die Wirkung dieser Pilze jedoch immun sind. Vom Menschen wurden die für Schwangerschaftstests (Froschtest) verwendeten Krallenfrösche, die daher auch als Apothekerfrosch bezeichnet werden, weltweit verbreitet und mit ihnen der Pilz eingeschleppt. Da Amphibien in anderen Gebieten keine Immunität gegen den Pilz besitzen, wurde so eine globale Chytridiomykose-Epidemie ausgelöst.
Die Gefahr besteht darin, dass die so befallenen Tiere den Pilz noch weiter verbreiten, da sie den Pilz mit sich herumtragen. Die Sporen von Chytridpilzen sind im Wasser bis zu 24 Stunden überlebensfähig, so dass sich der Pilz besonders in Fließgewässern schnell ausbreitet. Soweit bekannt, befällt der Pilz auch vollkommen gesunde Tiere und nicht nur kranke oder geschwächte Individuen, so dass er sich innerhalb einer Lurchpopulation rasch vermehren kann. Des Weiteren wäre es möglich, dass andere wechselwarme Tiere, denen die Infektion selbst nichts ausmacht, den Pilz ebenfalls verbreiten könnten. Auch eine unabsichtliche Verbreitung durch den Menschen – entweder direkt durch Übertragung der Sporen oder indirekt durch den versehentlichen Transport infizierter Tiere – stellt eine Gefahr für viele Amphibienpopulationen dar, so dass geraten wird, engeren Kontakt mit Amphibien in der Natur möglichst zu vermeiden, wenn man kein Material wie z. B. Handschuhe dabei hat, um die Verbreitung der Chytridpilze nicht noch zusätzlich zu beschleunigen.
Ebenfalls bekannt ist, dass es einen Temperatureffekt bei Chytridinfektionen gibt. Bei vergleichsweise niedrigen Temperaturen (17 °C) liegt die Sterberate in befallenen Populationen bei bis zu 100 %, während bei 27 °C lediglich 50 % der Tiere sterben. Daher sind vor allem Amphibienpopulationen stark von dem Pilz bedroht, die sich in einer bestimmten Höhe (ab 400 Meter über dem Meeresspiegel) befinden, da hier die Temperaturen naturgemäß niedriger sind.
Eine im Januar 2006 in der Zeitschrift Nature veröffentlichte Untersuchung sieht es als erwiesen an, dass der Klimawandel über den tropischen Bergen Lateinamerikas zu verstärkter Wolkenbildung führt. Daraus wiederum resultieren kühlere Tage und wärmere Nächte, was für den Chytridpilz förderlich ist, der am besten bei Temperaturen zwischen 17 und 25 °C gedeiht.
Durch Chytridpilz-Infektionen werden Populationen insgesamt auch weniger widerstandsfähig gegenüber anderen Gefährdungen wie Fressfeinden oder Krankheiten, so dass eine Chytridpilz-Infektion der Auslöser dafür sein kann, dass Populationen, die sich ansonsten in ihrer Umwelt behaupten könnten, dieser nun nicht mehr gewachsen sind. Es kommt zu dramatischen Einbrüchen der Populationsgröße, bzw. die Bestände und Arten verschwinden sogar ganz.
Wie in einem im März 2019 veröffentlichten Science-Artikel festgestellt wurde, ist der Chytridpilz für Bestandsrückgänge bei mehr als 500 Amphibienarten und das Aussterben von 90 Arten verantwortlich. Das ist das größte bisher durch einen einzelnen Erreger verursachte Artensterben. Als Hauptursache weltweiter Rückgänge von Amphibienbeständen gilt aber dennoch die Habitatzerstörung durch den wirtschaftenden Menschen – dies betrifft 90 % aller als gefährdet eingestuften Arten. Die übrigen Gefährdungsfaktoren, so auch Pilzerkrankungen, kommen kumulativ hinzu und verstärken sich vermutlich wechselwirkend.
Der vermutlich mit aus Asien stammenden Terrarientieren eingeschleppte, genetisch nahe verwandte Batrachochytrium salamandrivorans („Bsal“, auch „Salamanderfresser“) führte in den Niederlanden zu einem Rückgang der Feuersalamanderpopulation von bis zu 96 %. Er wurde auch in Belgien nachgewiesen, aus privater Haltung auch erstmals im Oktober 2015 in Deutschland.